# Ses Figueretes
Ses Figueretes és un barri i una platja d'Eivissa. Va ser antigament un quartó de ses Salines.
Està formada per un conjunt de platgetes separades per espigons de roca. Es troba a 1,2 km del centre d'Eivissa en una zona urbana de fàcil accés. Disposa d'un passeig enjardinat amb diversos locals d'oci i restauració.
La platja és de sorra blanca molt fina d'origen natural. El fons alterna la sorra amb zones de roca. És poc profund i amb un desnivell gradual: a 25 m la profunditat és de mig metre i a 50 m mar endins és d'1 m. Està orientada al sud amb vents de mar a terra i l'estructura de badia tancada la protegeix dels vents forts i de les onades.
L'11 de juliol del 2007 la platja va quedar afectada per la contaminació causada per l'accident del vaixell Don Pedro.